# Estadio Panasonic Suita
El Estadio Panasonic Suita (パナソニックスタジアム吹田 Panasonikku Sutajiamu Suita?) es un estadio de fútbol situado en Suita, en la prefectura de Osaka en Japón. El nombre oficial es Estadio de Fútbol de la Ciudad de Suita y se usa para partidos internacionales como las eliminatorias de la Copa del Mundo. Se utiliza principalmente para partidos de fútbol y es sede de los partidos en casa del club Gamba Osaka de la J1 League desde 2016. Sustituye al antiguo estadio del club, el estadio de la Expo '70 de Osaka utilizado entre 1980 y 2015.
Panasonic, cuya sede se encuentra en la cercana ciudad de Kadoma, adquirió los derechos de denominación y el estadio se conoce como Estadio Panasonic Suita desde el 1 de enero de 2018.

## Historia
El estadio de la Ciudad de Suita se terminó de construir en octubre de 2015 y tiene capacidad para 39.694 espectadores. Es el primer estadio japonés construido por subscripción popular, y en él juega de local sus partidos el Gamba Osaka, de la primera división japonesa. Este equipo, además, fue tercero en la Copa Mundial de Clubes de la FIFA Japón 2008 tras ganar la Liga de Campeones de la AFC aquel mismo año.
Situado frente al Parque Conmemorativo de la Expo’70 de Suita, ciudad del norte de la prefectura de Osaka, la instalación cuenta con modernos sistemas que reducen el impacto ecológico de su actividad, tales como paneles solares o un completo sistema de luces led.
La construcción del estadio comenzó el 13 de diciembre de 2013. El antiguo estadio del club, el Expo '70 de Osaka se hizo anticuado ante las exigencias y criterios de seguridad de la liga de fútbol profesional de Japón. Se puede observar, por ejemplo, la falta de un techo para cubrir los espectadores. También se puede citar el estadio envejecimiento y el no respeto de las normas internacionales de la FIFA. Gamba Osaka tuvo que disputar la Copa Suruga Bank 2008 en el estadio de su rival, el Estadio Nagai ocupado por el Cerezo Osaka. El estadio ayuda a cumplir diversos objetivos, el primer objetivo del nuevo estadio es ser dueño de un estadio de fútbol en Osaka que cumpla con los criterios de la FIFA para organizar partidos y competiciones internacionales. La segunda es que el estadio tiene capacidad para muchos seguidores del club.
El primer partido fue disputado el 14 de febrero de 2016 entre Gamba Osaka y Nagoya Grampus con victoria para el local por 3-1.
La máxima asistencia hasta al momento se registra al 29 de julio de 2017 con 36 177 espectadores en el Derby de Osaka.

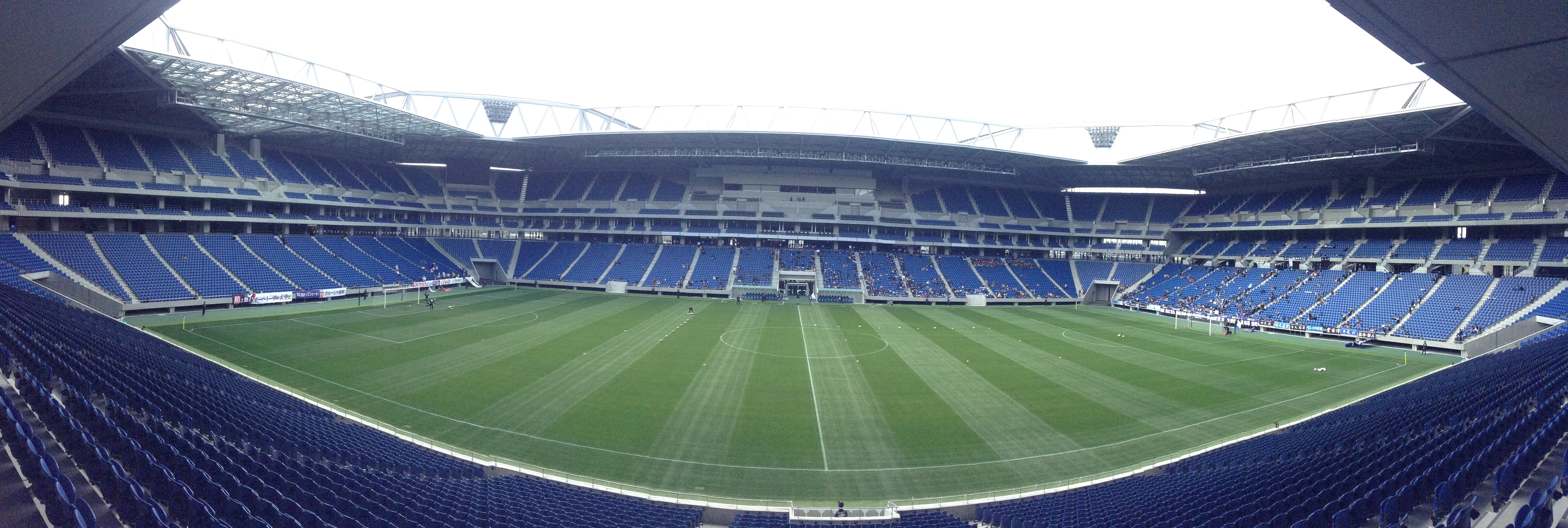
Panorámica interior del estadio.

## Eventos de fútbol

### Copa Mundial de Clubes de la FIFA 2016
En el estadio de fútbol de Suita se jugaron dos partidos de cuartos de final, el partido por el quinto puesto y una de las semifinales.
| Fecha           | Fase                         | Equipo                 |                          | Resultado |                      | Equipo            | Espectadores                                                    |
| --------------- | ---------------------------- | ---------------------- | ------------------------ | --------- | -------------------- | ----------------- | --------------------------------------------------------------- |
| 11 de diciembre | Cuartos de final             | Jeonbuk Hyundai Motors | Bandera de Corea del Sur | 1:2       | Bandera de México    | América           | 14 587 Archivado el 21 de diciembre de 2016 en Wayback Machine. |
| 11 de diciembre | Cuartos de final             | Mamelodi Sundowns      | Bandera de Sudáfrica     | 0:2       | Bandera de Japón     | Kashima Antlers   | 21 702 Archivado el 21 de diciembre de 2016 en Wayback Machine. |
| 14 de diciembre | Partido por el Quinto Puesto | Jeonbuk Hyundai Motors | Bandera de Corea del Sur | 4:1       | Bandera de Sudáfrica | Mamelodi Sundowns | 5938 Archivado el 21 de diciembre de 2016 en Wayback Machine.   |
| 14 de diciembre | Semifinales                  | Atlético Nacional      | Bandera de Colombia      | 0:3       | Bandera de Japón     | Kashima Antlers   | 15 050 Archivado el 21 de diciembre de 2016 en Wayback Machine. |